# Kurzelów
Kurzelów est une localité polonaise de la gmina et du powiat de Włoszczowa en voïvodie de Sainte-Croix.